# Model gràfic (estadística)

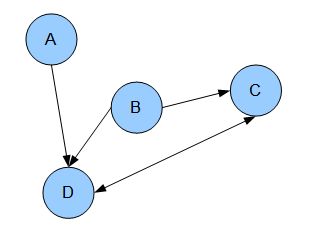
Fig.1 Exemple de model gràfic acíclic : el node D depèn d'A,B i C. El node C depèn de B i D. Els nodes A i B són independents.

Model gràfic (o model gràfic probabilístic), en estadística, és un model probabilístic on es representa de forma gràfica les dependències condicionades entre els nodes o variables aleatòries. Els models gràfics s'empren en teoria de probabilitat i també en aprenentatge automàtic.

## Tipus de models gràfics

Fig.2 Exemple de model gràfic cíclic

El cas més senzill és un graf acíclic dirigit, en el qual no es poden formar bucles (vegeu FIg.1) la qual cosa implica que les variables (A,B,C,D) són indpendents. En la Fig.2 es pot veure un graf cíclic on es forma un bucle entre els estats C i D.
Si definim els estats amb les variables aleatòries : X1, ..., Xn,
llavors la probabilitat conjunta P(X1, ..., Xn), és igual al producte de les probabilitats condicionades (xarxa bayesiana) :
{\displaystyle P[X_{1},\ldots ,X_{n}]=\prod _{i=1}^{n}P[X_{i}|pa_{i}]}